# 平和民主党
平和民主党（へいわみんしゅとう）は、第六共和国時代の大韓民国に存在した保守政党。党総裁・金大中の出身地である韓国南西部の全羅道（湖南）に強い支持基盤を有していた。略称は平民党（へいみんとう）。金大中政権（1998年2月25日～2003年2月24日）と盧武鉉政権（2003年2月25日～2008年2月24日）における与党勢力（新政治国民会議→新千年民主党→大統合民主新党）と、文在寅政権（2017年5月10日～2022年5月10日）における与党である共に民主党も一定の範囲内で、平民党の流れを汲んでいる。

## 概要
1987年当時の最大野党である統一民主党（以下、民主党）内における有力政治家であった金泳三（党総裁）と金大中（常任顧問）の大統領候補一本化交渉が決裂したことを契機に、金大中が独自に結成した政党である。結成に際し民主党内の金大中系（東橋洞系）議員28名が参加した。金大中が大統領選出馬と新党結成を表明した翌日の1987年10月29日に結党準備委員会が構成、30日に創党発起人大会、11月12日に結党大会という短い期間で結成され、党総裁（党首）と大統領候補に金大中が選出された。1987年12月に行われた大統領選挙では「平民は平民党、大衆は金大中」をスローガンに戦ったが、金大中は27.1%の得票率で3位に終わった（当選者は民主正義党の盧泰愚）。しかし翌1988年4月に実施された第13代国会議員選挙では第2党に躍進し、韓国における2大政党の一つに浮上した。
1990年1月に与党民主正義党が野党の民主党や新民主共和党と統合して定数299議席中、200議席以上を有する巨大与党「民主自由党」を結成したため、平民党は少数勢力に追い込まれることになった。その後、平民党は1991年4月9日に｢新民主連合」と統合して「新民主連合党」（신민주연합당、略称：新民党）を発足させ、同年6月20日に行なわれた広域議会選挙に臨んだが、強固な地盤である湖南地域を除き民自党に大差をつけられて敗北した。地方選挙での敗北を受け、第2野党である民主党（統一民主党残留派で釜山を地盤としている李基澤や盧武鉉等を中心に90年6月15日に結成された）との統合を推進し、同年9月10日に統合野党「民主党」を結成した。
綱領
1. 民主主義理念を基盤とする真の民主政府の樹立
2. 中小企業主・労働大衆・農民の利益代弁、及び富の公平な分配を通じた経済正義実現
3. 軍の中立
4. 非同盟国家との交流を通じた自主外交
5. 平和共存・平和交流・平和統一の3段階統一政策の推進

## 選挙における党勢推移
| 年月日         | 大統領選挙       | 候補者 | 得票数    | 得票率 | 当落        |
| -------------- | ---------------- | ------ | --------- | ------ | ----------- |
| 1987年12月16日 | 第13代大統領選挙 | 金大中 | 6,113,375 | 27.1％ | 落選（3位） |

| 年月日        | 総選挙       | 議席数 | 議席数 | 議席数 | 得票数    | 得票率 |
| 年月日        | 総選挙       | 地域区 | 全国区 | 合計   | 得票数    | 得票率 |
| ------------- | ------------ | ------ | ------ | ------ | --------- | ------ |
| 1988年4月26日 | 第13代総選挙 | 54     | 16     | 70     | 3,783,279 | 19.3％ |